# Antonio García Robledo
Antonio Jesús García Robledo (La Llagosta, 1984. március 6. –)  világbajnok spanyol kézilabdázó, balátlövő. Jelenleg a román CSM Bucureşti játékosa.

## Pályafutása
A 190 centiméter magas és 97 kilogrammos Antonio García Robledo 14 évesen kezdett el kézilabdázni a BM Granollers csapatában. 2003-ban írta alá első szerződését, 2005-től pedig a felnőtt csapat tagja lett. A Granollers a 2009-2010-es idényben bejutott a KEK döntőjébe, de ott alulmaradt a német VfL Gummersbachkal szemben. A klubnál anyagi gondok jelentkeztek így Robledo elhagyta az együttest és az Ademar Leónhoz igazolt. A 2011-12-es szezonban kupagyőzelmet ünnepelhetett, miután csapatával a döntőben hét góllal legyőzték a Barcelonát.
Az utóbbi két szezon végén beválasztották a Liga ASOBAL álomcsapatába. 2013 nyarán a francia PSG Handball szerződtette, amellyel első évében bajnok lett és bemutatkozhatott a 2013–2014-es idényben a Bajnokok Ligájában is, ahol a negyeddöntőben búcsúzott csapatával. 2014 nyarán Magyarországra, a Pick Szegedhez igazolt. Két idény után Robledo a dán KIF Koldinghoz távozott, 2017 márciusa óta pedig az FC Barcelona játékosa, ahová a dán Lasse Andersson pótlására szerződtették.
Antonio García tagja volt a hazai pályán 2013-ban világbajnoki címet szerző spanyol válogatottnak, majd egy év múlva Európa-bajnoki bronz, 2016-ban pedig Európa-bajnoki ezüstérmet szerzett címeres mezben, melyben eddig 74 mérkőzésen 145 alkalommal volt eredményes.